# Antoine Babron
Antoine Babron (né en 1744 à Rouen et mort en 1784 à Brest) est un peintre de genre, miniaturiste et aquarelliste.
D'une famille de comédiens de théâtre, Antoine Babron est l'élève de François Boucher et de Jean-Jacques Bachelier et Jean Siméon Chardin.

## Biographie

### Famille
Antoine Babron est né à Rouen le 2 mars 1744 et a été baptisé le lendemain à la paroisse Saint-Vincent. Il est le fils de Jean-Michel Babron, peintre et comédien et de Marie-Anne Restier, fille d'un entrepreneur du théâtre de la foire et elle-même comédienne, qui parcourent l'Europe. On retrouve leur trace à Bruxelles en 1753-1754, à Marseille en 1758-1759 puis à Bayreuth de 1760 à 1763. Les origines de sa famille ne sont pas claires, mais il semble qu'il soit issu d'une famille normande, son père est né à La Rochelle ou son grand père Augustin Babron était graveur. sa grand mère paternel était elle originaire de Dunkerque.

### Carrière
Antoine Babron précocement doué pour la peinture, fréquente l'atelier de Philippe Caffieri, maître doreur, fondeur et ciseleur, professeur à l'Académie de Saint-Luc.
À 22 ans, Antoine Babron obtient la deuxième médaille de l’Académie de Saint-Luc en octobre 1765, médaille qui récompense les artistes ayant le plus progressé dans l'année.
Il suit les cours de François Boucher au Louvre.
En septembre 1766, il est inscrit à l'Académie royale de peinture, protégé de Jean-Jacques Bachelier. Il demeure « rue du Four, Faubourg Saint-Germain, vis-à-vis la rue des Canettes ».
En octobre 1767, il est protégé par Jean Siméon Chardin et a déménagé « cul-de-sac des Quatre-Vents, face la rue de Tournon ».
En janvier 1771, il est nommé  peintre de la Marine à Brest comme 1er peintre du roi au Port de Brest (ordonnance royale du 21 janvier 1771).

### Mariage et descendants
Le 9 décembre 1771, il épouse Françoise Josèphe Bauny à l'église Saint-Melaine de Morlaix. Elle est issue d'une famille noble du Finistère affilié à la famille de le Dissez, sieur du Quistillic. Ces origines proviennent du pays de Léon, Cornouaille et du  Trégor. Le couple a donné naissance à 8 enfants, tous baptisés à la paroisse Saint-Louis de Brest dont l’aîné, Jean-Baptiste Antoine Babron, capitaine de vaisseau, est l'auteur du Précis des pratiques de l'art naval. Antoine Babron a pour petit fils Joseph Romain-Desfossés Amiral de France.
- Jean-Baptiste Antoine Babron né le 3 septembre 1772 et mort le 15 mars 1841, capitaine de vaisseau marié le 26 juin 1797 avec Maria Oackshot dont il aura cinq enfants, remarié le 22 octobre 1808 avec Célestine-Hortense-Herminie Davisse dont il aura deux filles dont une se mariera avec Jacques Joseph Touchet vétéran de la Grande Armée au sein du 2e régiment des éclaireurs de la Garde impériale et à nouveau remarié le 24 octobre 1822 avec Jeanne Dupas.
- François Josèphe Babron né le 12 septembre 1773 et mort le 12 novembre 1773
- Félix Augustin Marie Babron né le 18 mai 1775
- Marie Antoinette Désirée Babron née le 27 avril 1776 et morte avant 1784
- Jeanne Anne Babron née le 19 janvier 1778, mariée le 18 août 1778 avec Jean François Desfossés ensemble ils ont Joseph Romain-Desfossés amiral et homme politique français héros de la guerre des Pâtisseries.
- Joseph Michel Babron né le 19 janvier 1779 et tué le 9 avril 1799 par un boulet anglais alors qu'il était aspirant sur la frégate Vengeance
- Joseph Babron né le 17 août 1781, mort le 7 novembre 1856, sous-commissaire de la marine, marié le 5 février 1807 avec Marie Josephe Ferte
- Marie Antoinette Babron née le 10 août 1784

Il s’éteint le 30 juin 1784 à Brest (sépulture à la paroisse Saint-Louis de Brest).

## Œuvres
- Nature morte aux pêches, grenade et autres fruits signé en bas à gauche, 1770,111 × 117,5 cm
- Nature morte aux légumes signé en bas à droite, 1770, 111 × 117,5 cm

paire de toiles en vente à l'hôtel Drouot le 17 juin 2009, mise en vente 20000/30 000 € par l'étude Cornette de Saint Cyr.
- Deux femmes assises, l'une d'elles allaite, 24 × 19 cm, aquarelle, ayant appartenu à M.de Bizemont, musée des beaux-arts d'Orléans (Inventaire général des richesses d'art de la France, Province, Monuments civils, tome I, p. 141)

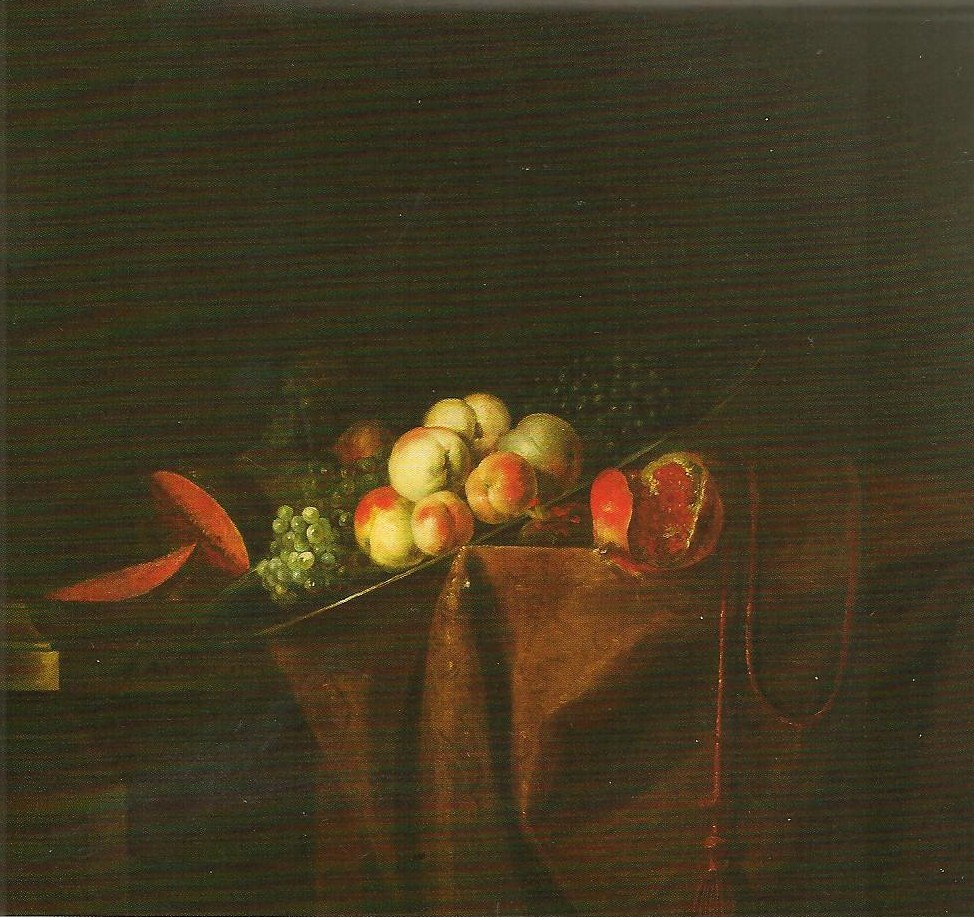
Nature morte aux pêches, grenade et autres fruits

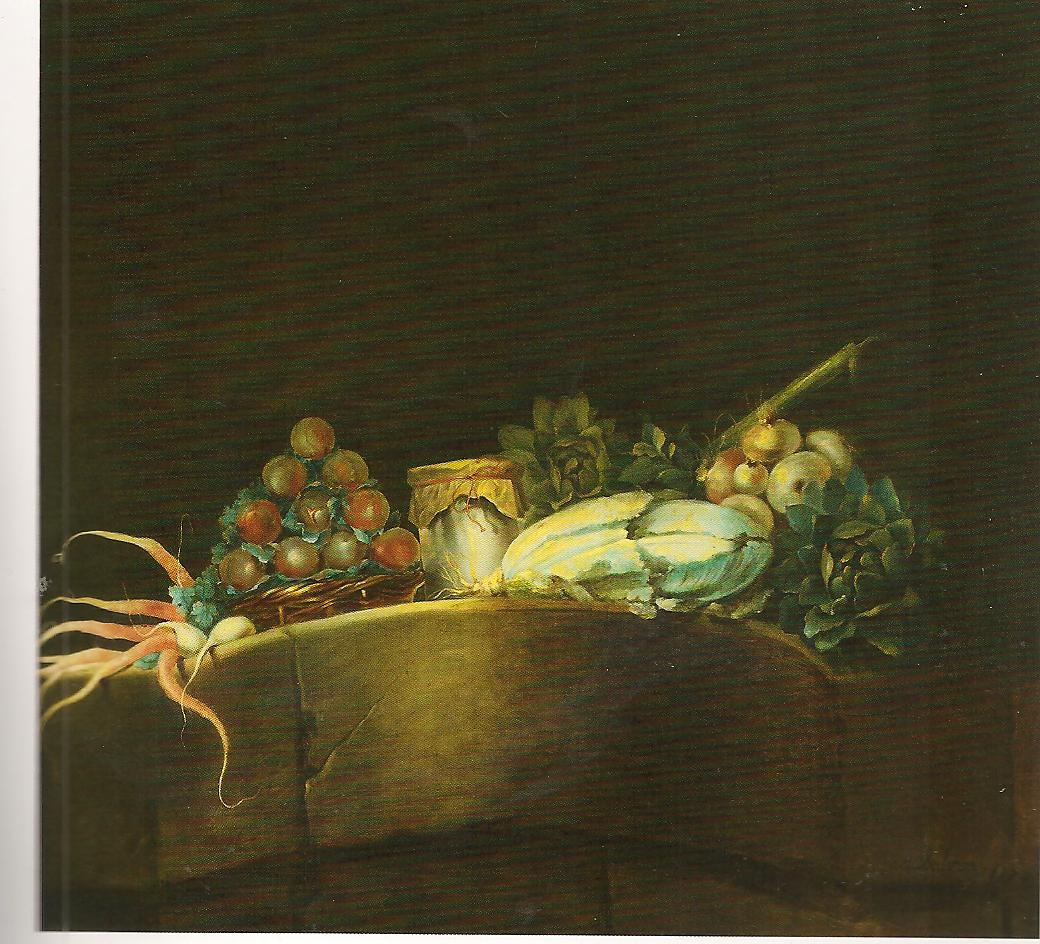
Nature morte aux légumes